# 國際展覽中心
國際展覽中心（羅馬化：Mizhnarodnyi vystavkovyi tsentr）位於基輔，為烏克蘭最大的展覽中心。2002年開幕，設計者為亞諾什·維赫。
2016年9月9日，國際展覽中心被選為2017年第62屆歐洲歌唱大賽的舉辦場地。

## 外部連結
- 官方网站

| 前任： 愛立信球形體育館 斯德哥爾摩 | 歐洲歌唱大賽 比賽場地 2017 | 繼任： TBA 里斯本 |